# Róza
A Róza a latin Rosa névből származó női név, jelentése rózsa. A magyar nyelvben a Rozália beceneve is.

## Rokon nevek
- Rozanna:[1] a Róza és az Anna olasz eredetű összevonása.[3]
- Rozi:[1] A Róza és a Rozália magyar becenevéből önállósult.[3]
- Rozina:[1] a Róza olasz kicsinyítőképzős származéka.[3]
- Rozita:[1] A Róza spanyol kicsinyítőképzős származéka.[3]
- Zina:[1] a németben a Rozina, az oroszban a Zinaida beceneve.[4]
- Riza, Rozália, Rózsa (keresztnév)

## Gyakorisága
Az 1990-es években a Róza igen ritka, a Rozina igen ritka, a Rozanna, Rozi, Rozita és Zina szórványos név volt, a 2000-es években nem szerepelnek a 100 leggyakoribb női név között.

## Névnapok
Róza
- augusztus 23.[2]
- augusztus 30.[2]
- szeptember 4.[2]
- március 13.[3]

Rozanna
- szeptember 4.[3]
- szeptember 14.[3]

Rozi
- szeptember 4.[3]

Rozina
- március 13.[3]

Rozita
- augusztus 30.[3]
- szeptember 14.[3]

Zina
- március 13.[4]
- június 5.[4]
- október 11.[2]

## Híres Rózák, Rozannák, Rozik, Rozinák, Roziták és Zinák
- Laborfalvi Róza (1817–1886) színésznő, Jókai Mór felesége
- Déryné Széppataki Róza (1793–1872) első magyar opera-énekesnő, a vándorszínészet korának legnépszerűbb színésznője
- Kalocsa Róza (1838–1901) református felső leányiskolai igazgatónő, író
- Limai Szent Róza
- Lovas Rozi színésznő
- Cebrián Róza grófnő (1870-1944) 1894-től Hubay Jenő (1858-1937) hegedűművész felesége